# الکسی انتکویچ
الکسی انتکویچ (انگلیسی: Aleksy Antkiewicz; ۱۲ نوامبر ۱۹۲۳ – ۳ آوریل ۲۰۰۵) بوکسور اهل لهستان بود.